# Patterdale Terrier
Patterdale Terrier är en hundras från Storbritannien. Den är en högbent terrier som likt Lakelandterriern har utvecklats i Lake District ur typen Fell Terrier. Medan Lakelandterriern är en sällskapshund som avlats för hundutställningar är Patterdale Terriern en working terrier som använts som råttfångare och grythund. Den finns i tre hårlag, släthårig, strävhårig och ett mellanting mellan dessa två. Den finns i flera färger: svart, röd, lever,  grå och brons. Den är inte erkänd av den internationella hundorganisationen Fédération Cynologique Internationale (FCI), brittiska the Kennel Club eller American Kennel Club (AKC). 1995 erkändes den av den konkurrerande amerikanska kennelklubben United Kennel Club (UKC), som inte har något samarbete med FCI.